# Usina Hidrelétrica de Ilha Solteira
A Usina Hidrelétrica de Ilha Solteira da CTG Brasil é a maior do Estado de São Paulo e a sexta maior usina do Brasil. Está localizada no rio Paraná, entre os municípios de Ilha Solteira (SP) e Selvíria (MS).

## Características
Faz parte do Complexo de Urubupungá, o sexto maior complexo hidrelétrico do mundo. Sua potência instalada é de 3.444,0 MW e tem 20 unidades geradoras com turbinas tipo Francis, que geram a partir de um desnível máximo de 41,5 m.
Iniciado pelo governador Adhemar de Barros em 1965, a usina foi concluída em 1978. Foi financiada com empréstimo obitido junto ao Banco Interamericano de Desenvolvimento (BID) pelo presidente Médici.
É uma usina com alto desempenho operacional que, além da produção de energia elétrica, é de fundamental importância para o controle da tensão e frequência do Sistema Interligado Nacional.
Sua barragem tem 5.605 m de comprimento e seu reservatório tem 1.195 km² de extensão. Que represa águas uma área de captação de 375.460 km². Seu nível máximo operacional é de 328 m acima do nível do mar e seu nível mínimo operacional é de 323 m acima do nível do mar.
O Canal Pereira Barreto, com 9.600 m de comprimento, interliga os reservatórios da Usina Hidrelétrica de Ilha Solteira e da Usina Hidrelétrica Três Irmãos, propiciando a operação energética integrada dos dois aproveitamentos hidrelétricos,
Segundo o Operador Nacional do Sistema Elétrico (ONS) o lago da Usina Hidrelétrica de Ilha Solteira, combinado com o lago Usina Hidrelétrica de Três Irmãos, é capaz de armazenar 3,07% do volume represável pelos reservatórios do Sistema Sudeste/Centro Oeste.
Em março de 2000, seu processo de geração de energia elétrica foi certificado pelo Bureau Veritas Quality Internacional, baseado na NBR ISO (Organização Internacional de Normalização).
O vertedouro da usina de Ilha Solteira contém 19 vãos e uma descarga total de 38.300.00 m³/s. As águas do rio Tietê, afluente do rio Paraná, desembocam a montante de Jupiá e a jusante da usina de Ilha Solteira, respectivamente. Existe, porém, um desvio para que parte da vazão destes rios possa ser desviada entre os reservatórios de Ilha Solteira e Três Irmãos com a finalidade de se promover melhor desempenho energético e controle de afluências nos aproveitamentos.
Pelos trabalhos de alto nível na preservação, reprodução e criação em cativeiros de espécies como o jacaré-de-papo amarelo, arara canindé, tamanduá-bandeira, bugio vermelho, cervo-do-pantanal, lobo-guará, jaguatirica e cachorro-do-mato-vinagre. Possui um parque zoológico com 65 diferentes espécies em uma área de 18 hectares, onde os animais são mantidos em ambientes semelhantes a seus habitats naturais.
O Ministério dos Transportes liberou a construção de uma eclusa no rio Paraná para transpor a barragem de Ilha Solteira na divisa de São Paulo com Mato Grosso do Sul. A obra vai tornar navegável todo trajeto da hidrovia do Rio Paraná que hoje, depende da hidrovia do Rio Tietê para chegar ao extremo sul.
A eclusa em Ilha Solteira vai permitir que a hidrovia Paraná seja padronizada, pois a largura de suas eclusas são maiores que da hidrovia Tietê e o Porto de Santos já está congestionado, sendo necessário que se utilize cada vez mais o Porto Paranaguá. Com a eclusa em Ilha Solteira, a hidrovia Paraná fica com navegação padronizada em cerca de 2 mil quilômetros.
Em 2015, a CTG Brasil adquiriu duas usinas da Cesp (UHE de Ilha Solteira e UHE de Jupiá), na divisa dos estados de Mato Grosso do Sul e São Paulo, em leilão promovido pela Agência Nacional de Energia Elétrica (Aneel).

## Projeto e construção
O projeto inicial para a usina de Ilha Solteira, concebido por engenheiros italianos, foi formalizado em 27 de maio de 1955. Um contrato foi assinado entre a Comissão Interestadual da Bacia Paraná-Uruguai (CIBPU) e a Edisonbras, uma subsidiária brasileira da Societá Edison de Milão. Este projeto visava o aproveitamento dos saltos de Urubupungá, no Rio Paraná, e de Itapura, no Rio Tietê. Embora o plano previsse a criação de uma sociedade de economia mista para gerenciar o projeto, a empresa resultante, a Celusa, só foi fundada em 1961.
Para o desenvolvimento do Complexo de Urubupungá, as obras foram iniciadas pela Usina de Jupiá devido à sua localização estratégica, próxima a rodovias, ferrovias e à cidade de Três Lagoas, o que facilitava o acesso.
Um planejamento foi estabelecido para a construção de três usinas:
1. Usina de Jupiá, no Rio Paraná;
2. Usina de Ilha Solteira, também no Rio Paraná;
3. Usina Três Irmãos, no Rio Tietê.

A empresa Centrais Elétricas de Urubupungá S.A. (CELUSA), responsável pelas obras, foi uma das que se uniram para formar a Companhia Energética de São Paulo (CESP). As obras em Jupiá começaram em 1969 e foram finalizadas em 1974. A construção da Usina de Ilha Solteira começou em 1966.
A CELUSA, com apoio financeiro dos governos estaduais e empréstimos de países como Japão, Canadá, Estados Unidos e do Mercado Comum Europeu, contratou empreiteiros nacionais para as obras civis e adquiriu os equipamentos de empresas estrangeiras. Devido à falta de mão de obra qualificada, um núcleo urbano permanente foi construído para abrigar os trabalhadores, dando origem à cidade de Ilha Solteira. Em 1968, as primeiras famílias se mudaram para a localidade. A empresa Camargo Corrêa S.A. foi contratada para iniciar as obras da usina.
Em 1966, foi anunciado que o complexo, após a conclusão das usinas de Jupiá (1.400 MW) e Ilha Solteira (3.200 MW), seria um dos maiores aproveitamentos hidráulicos do mundo.